# جسم مركزي هائل
يشير الجسم المركزي الهائل إلى تركيز الكتلة في مركز المجرة. يمكن أن يكون إما ثقب أسود هائل أو كتلة نجوم نووية.
ويعتقد أن معظم المجرات الضخمة تحتوي دائماً على ثقب أسود هائل؛ لا تحتوي هذه المجرات على مجموعات نجوم نووية، ويتم تحديد الجسم المركزي الضخم بأنّه ثقب أسود هائل. تحتوي المجرّات الخافتة عادةً على كتل نجوم نووية. في معظم هذه المجرات، من غير المعروف ما إذا كان هناك ثقب أسود هائل أم لا، ويتم تحديد الجسم المركزي الضخم بأنّه مجموعات نجوم نووية. من المعروف أن بعض المجرات –على سبيل المثال درب التبانة و إن جي سي 4395- تحتوي على كل من ثقب أسود ضخم ومجموعات نجوم نووية معاً.
تبلغ الكتلة المرتبطة بالجسم المركزي الضخم نحو 0.1-0.3% أضعاف الكتلة الكلية للانتفاخ المجري.